# Barrio la Cuesta
Barrio la Cuesta es una localidad del municipio burgalés de Valle de Zamanzas, en la Comunidad Autónoma de Castilla y León (España). 

## Localidades limítrofes
Confina con las siguientes localidades:
- Al norte con Vallejo de Manzanedo.
- Al este con Tudanca.
- Al sureste con Tubilleja.
- Al suroeste con Robredo de Zamanzas.
- Al noroeste con Aylanes.

## Demografía
Evolución de la población
| Gráfica de evolución demográfica de Barrio la Cuesta entre 2000 y 2023 |
|                                                                        |
| Población de derecho (2000-2023) según el padrón municipal del INE     |

## Historia
Así se describe a Barrio la Cuesta en el tomo IV del Diccionario geográfico-estadístico-histórico de España y sus posesiones de Ultramar, obra impulsada por Pascual Madoz a mediados del siglo XIX:

Lugar en la provincia y diócesis, audiencia territorial y capitanía general de Burgos (11 leguas), partido judicial de Sedano (2 ½), ayuntamiento del valle de Zamanzas, cuyas reuniones se celebran en el pueblo de Gallejones; Situado en cuesta y en terreno sumamente escabroso por la mucha piedra que contiene; está combatido con especialidad por los vientos del SO, siendo las enfermedades más comunes las afecciones de pecho; las casas que lo componen son de pobre construcción, entre las cuales se encuentra la iglesia parroquial dedicada a San Juan Apóstol y servida por un cura párroco; a la salida del pueblo hay también una fuente de buenas aguas para el surtido de su corto vecindario; confina el término N Vallejo, E Tubilleja, S Robredo, y O Aylanes; el terreno, como ya se ha dicho, es muy escabroso, encontrándose al N de la población una cuesta con bastantes encinas, y en uno de sus extremos unas murallas sobre peña, llamadas el castillo de Barrio; por la parte del E corre el río Ebro, sobre el cual hay un puente denominado del Tubilleja, y un molino harinero que titulan del Canto; los caminos son de pueblo a pueblo, en muy mal estado; la industria de sus habitantes se reduce al oficio de canteros. Población: 8 vecinos, 30 almas. Capital productivo: 96.810 reales. Imponible: 9.878.
Diccionario geográfico-estadístico-histórico de España y sus posesiones de Ultramar